# 恭仁京

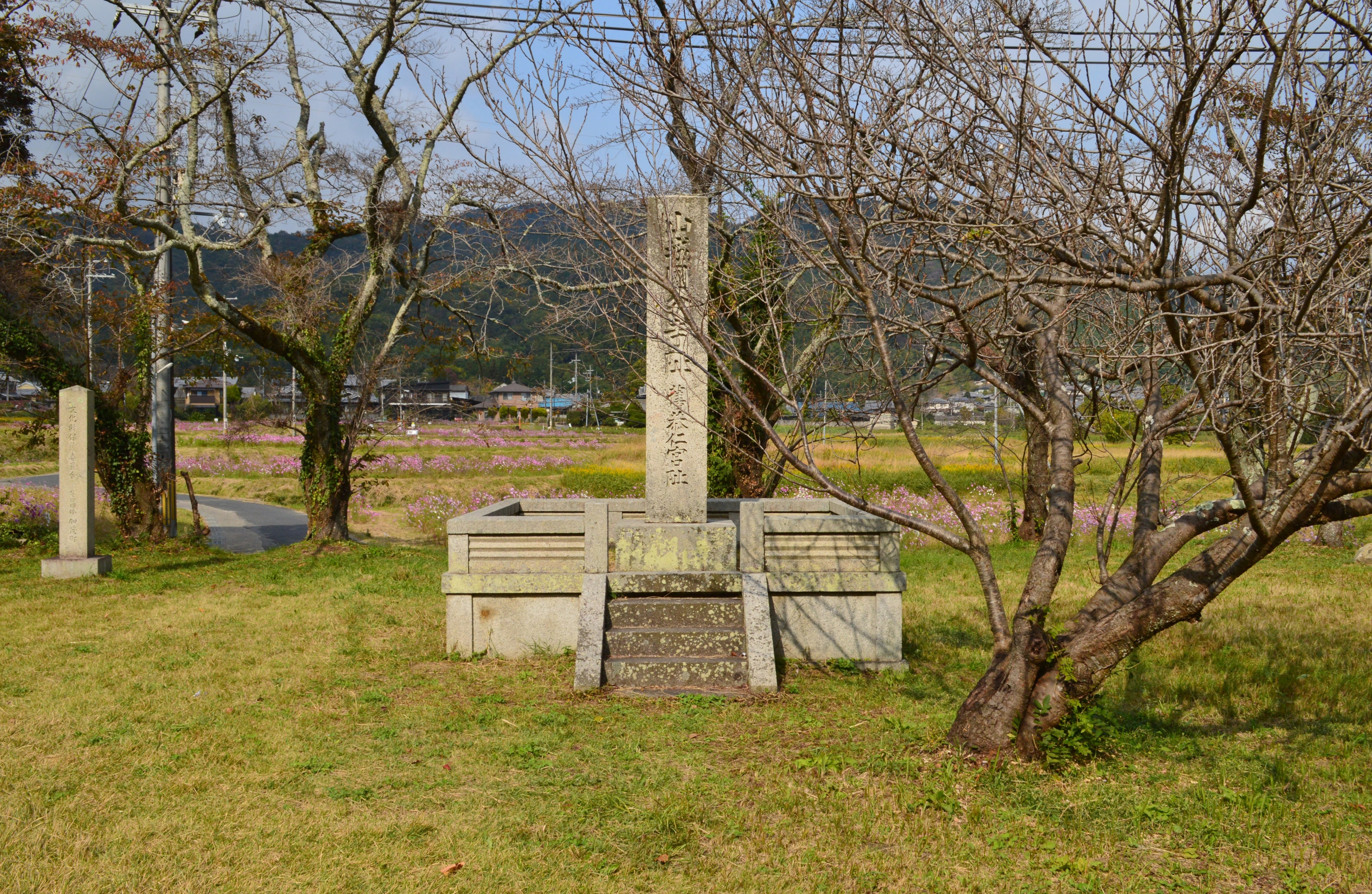
恭仁宮 大極殿跡（山城国分寺 金堂跡）

恭仁京（くにきょう／くにのみやこ）は、奈良時代の都城の1つ。山背国相楽郡（現在の京都府木津川市加茂地区）に位置する。正式名称は「大養徳恭仁大宮（やまとのくにのおおみや）」。宮跡は山城国分寺跡と重複し、合わせて国の史跡に指定されている（指定名称は「恭仁宮跡（山城国分寺跡）」）。表記ゆれで「久邇京」とも。

## 概要
藤原広嗣の乱の後、天平12年（740年）12月15日聖武天皇の勅命により、平城京から遷都された。相楽が選ばれた理由として右大臣（のち左大臣）・橘諸兄の本拠地であったことが指摘されている。
741年（天平13年）の9月に左京右京が定められ、11月には大養徳恭仁大宮という正式名称が決定され、大極殿が平城京から移築され、大宮垣が築かれていき、宮殿が造られた。条坊地割りが行われ、木津川に大きな橋が架けられた。しかし、都としては完成しないまま743年（天平15年）の末にはこの京の造営は中止されて、聖武天皇は近江紫香楽宮に移り、742年（天平14）秋には近江国で宮の建設が始まり、さらに744年（天平16年）2月に、穂積老を留守官に任じて難波京に遷都、さらに745年（天平17年）5月に都は平城京に戻された。
遷都後、748年（天平18年）恭仁宮大極殿は山背国分寺に施入されている。
宮は平城宮を簡略化した程度で、南北750メートル、東西560メートルの南北に長い長方形であった。朝堂院も平城宮より東西に幅が狭く、板塀で囲まれていた。西側は狭い谷間、東側は木津川の氾濫原によって宮や京の造営が制約され、全体的に小規模であったとみられ、条坊制を示す遺構も確認されていない。

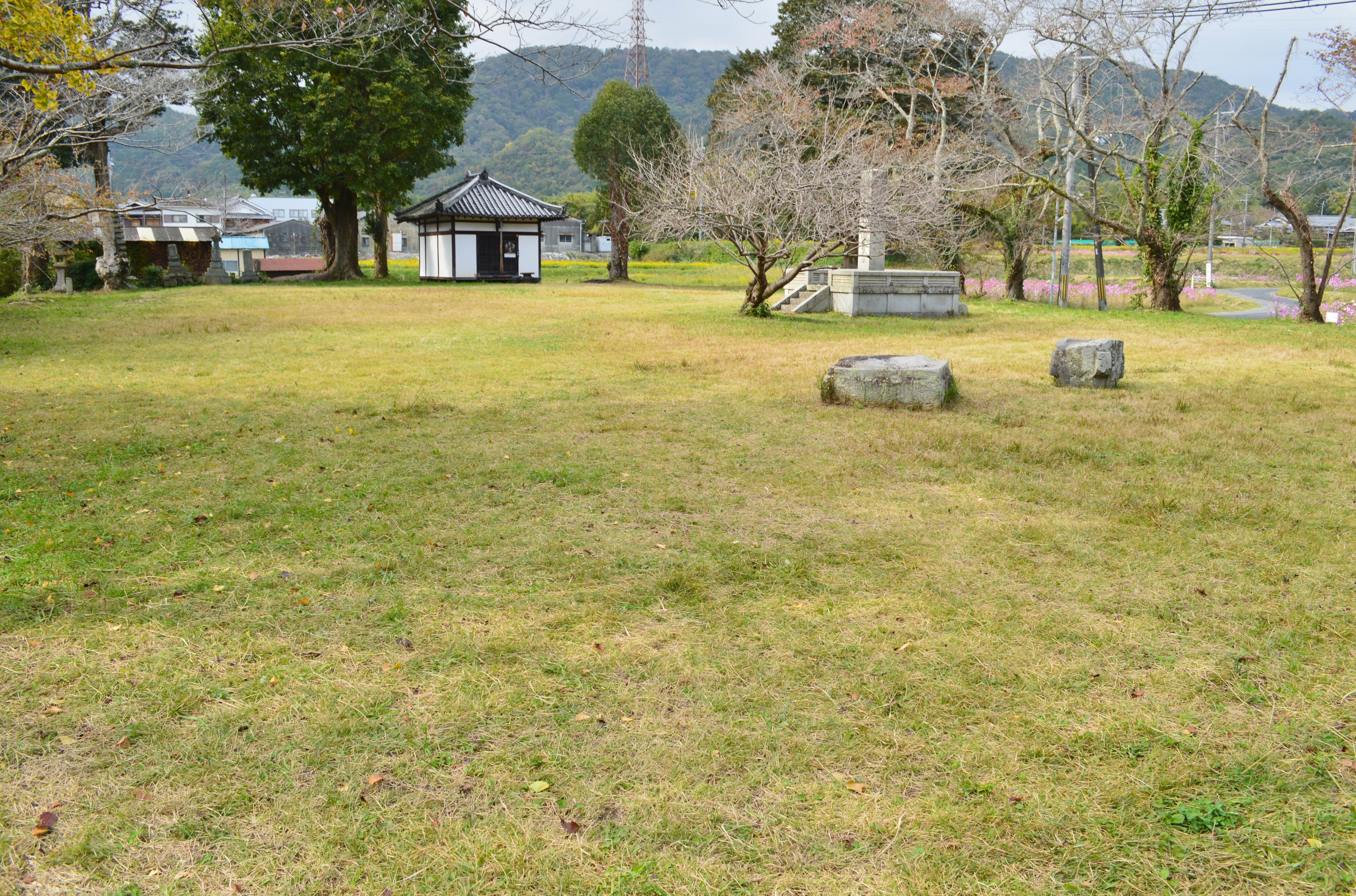
大極殿跡
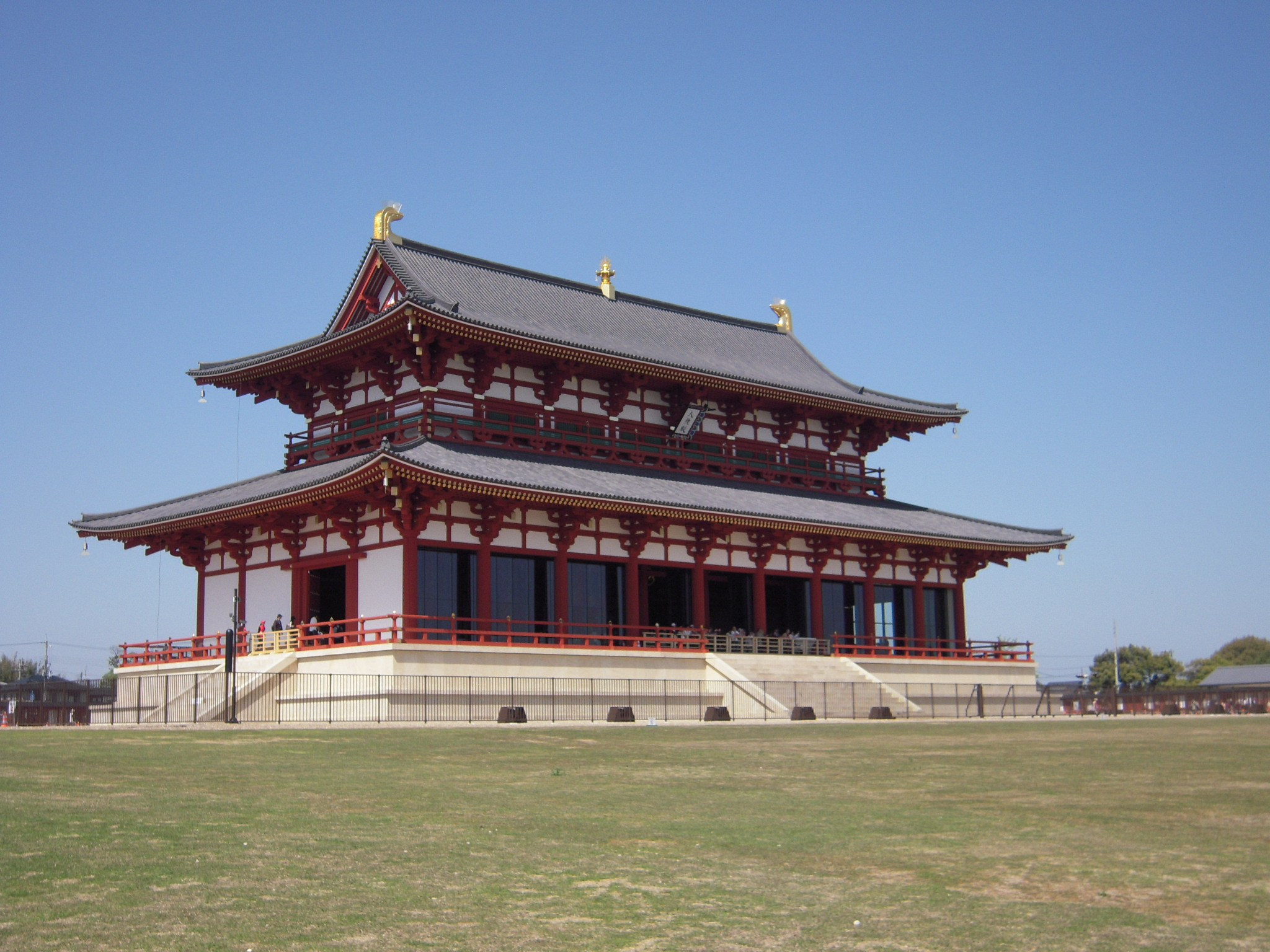
第1次平城宮大極殿（復元） 恭仁京大極殿は第1次平城宮の移築とされる。
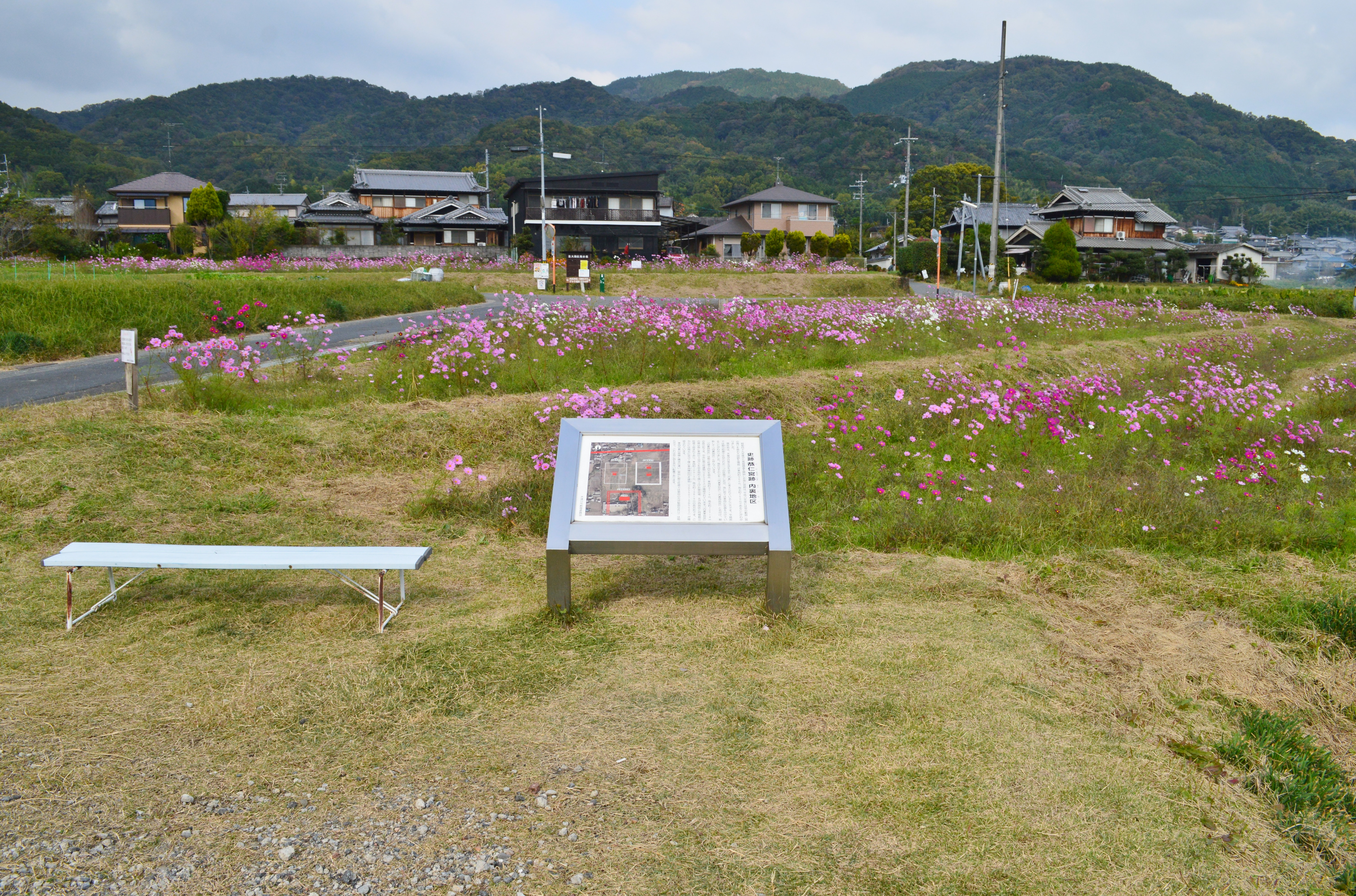
内裏地区

## 発掘・調査
2015年10月8日、京都府教育委員会は、新年を祝う儀式である「元日朝賀」に用いる旗やのぼりを立てたとみられる柱穴の跡が恭仁宮跡で見つかったと発表した。このような遺構の発見は、還都後の平城京、長岡京の遺跡に次ぐ3例目であり、「正月を祝う習俗の跡としては国内最古」という。京都府教育委員会は、741年（天平13年）と742年（天平14年）の正月に儀式をした跡とみている

## 文化財

### 国の史跡
- 恭仁宮跡（山城国分寺跡）
1957年（昭和32年）7月1日、「山城国分寺跡」として国の史跡に指定[3]。
2007年（平成19年）2月6日、史跡範囲の追加指定および指定名称を「恭仁宮跡（山城国分寺跡）」に変更[3]。
2008年（平成20年）7月28日・2010年（平成22年）2月22日・2015年（平成27年）3月10日・2017年（平成29年）2月9日・2018年（平成30年）2月13日、史跡範囲の追加指定[3][4]。

## 和歌
- 今知らす久邇の京に妹に逢はず久しくなりぬ行きてはや見な（『万葉集』768）[5]
- 今造る久邇の都は山川の清（さや）けき見ればうべ知らすらし（『万葉集』1037）[5]
- 三香（みか）の原久邇の京は荒れにけり大宮人の移ろひぬれば（『万葉集』1060）[6]
- 今造る久邇の京に秋の夜の長きに独り寝るが苦しさ（『万葉集』1631）[5]

## 交通アクセス
- JR関西本線（大和路線） 加茂駅 徒歩30分

## 周辺情報
- 木津川市立恭仁小学校（隣接）
- 海住山寺
- 常念寺
- 恭仁京東北道